# دیوانه‌وار (ترانه)
«دیوانه‌وار» (انگلیسی: Like Crazy) ترانه‌ای از خوانندۀ اهل کره جنوبی جیمین است که به‌عنوان دومین تک‌آهنگ از اولین آلبوم او صورت در ۲۴ مارس ۲۰۲۳ توسط بیگ هیت منتشر شد. این ترانۀ سینت پاپ توسط پی‌داگ و Ghstloop تهیه و در دو نسخه ضبط شده: کره‌ای و انگلیسی. از نظر معنی شعر، نسخۀ کره‌ای در مورد درک از دست دادن عزیزان و نگه‌داشتن واقعیتی که هنوز وجود دارد صحبت می‌کند، در حالی که نسخۀ انگلیسی به مسئولیت ستاره شدن (معروفیت) و ترس از دست دادن خود می‌پردازد.
این تک‌آهنگ، اولین تک‌آهنگ یک هنرمند کره‌ای است که از زمان شروع در سال ۱۹۵۸ در صدر جدول بیلبورد هات ۱۰۰ قرار گرفت و بالاترین و اولین حضور یک هنرمند کره جنوبی را در جدول تک‌آهنگ‌های بریتانیا در رتبه هشتم به دست آورد.